# Venanzio Fortunato
Venanzio Onorio Clemenziano Fortunato (in latino Venantius Honorius Clementianus Fortunatus; Duplavilis, odierna Valdobbiadene, 530 – Poitiers, 607) è stato un celebre autore di poesie in lingua latina, agiografo, vescovo; è venerato come santo dalla Chiesa cattolica.

## Biografia

### Nascita, giovinezza e formazione
Venanzio Fortunato nacque tra il 530 e il 540 a Duplavilis, l’odierna Valdobbiadene. Il nome completo trasmessoci dai manoscritti, Venantius Honorius Clementianus Fortunatus, suggerisce, in virtù dei quattro elementi di cui si compone, un’origine piuttosto prestigiosa.
Se ignoti sono i luoghi dove trascorse l’adolescenza e ricevette la prima formazione, certo è che entrò in contatto con Paolo, futuro vescovo scismatico di Aquileia, che lo esortò, con scarso successo, a intraprendere la vita monastica. Il giovane Venanzio scelse, poi, Ravenna – recentemente riconquistata da Giustiniano a seguito della Guerra gotica e indubbiamente uno dei principali centri culturali del tempo – per il completamento della propria formazione: qui attese agli studi di grammatica, retorica e forse giurisprudenza.

### Il trasferimento in Francia
Hujus pontificis solvi praeconia verbis
Cujus causa fuit hac me regione venire.
Un devoto pellegrinaggio presso la tomba di san Martino a Tours: così Venanzio Fortunato motiva, in diversi luoghi della sua opera, la decisione di intraprendere, nell’autunno del 565, un lungo viaggio – per la verità di sola andata – che lo avrebbe portato a toccare le più importanti città dei regni merovingi. Apprendiamo, infatti, da un breve excursus di Paolo Diacono (Historia Langobardorum II,13) che, durante gli anni ravennati, lo studente – così come l’amico Felice, futuro vescovo di Treviso – aveva rischiato la cecità a causa di una grave malattia agli occhi ed era guarito applicandovi l’olio di una lampada posta in una nicchia ai piedi della raffigurazione di san Martino presso la Chiesa dei Santi Giovanni e Paolo. Tuttavia, alcuni studiosi hanno messo in relazione il suddetto trasferimento con gli avvenimenti legati allo scisma dei Tre Capitoli: pare che Venanzio, dati anche i suoi contatti con il vescovo Vitale di Altino, ne fosse un simpatizzante. Per sfuggire, dunque, dall’autorità bizantina cui si era reso inviso, riparò in Gallia, area estranea alla questione. C’è, infine, una terza possibilità, esplorata da Jaroslav Šašel: il poeta, lungi dall’intrattenere cattivi rapporti con la corte dell’Impero orientale, ne sarebbe stato un “agente”, appositamente inviato Oltralpe per procurare alleati contro la minaccia longobarda.
La prima tappa fu Metz, dove Venanzio giunse giusto in tempo per le nozze del re Sigiberto I e Brunechilde. In loro onore egli compose un epitalamio (Carm. 6,1) intriso di elementi classici, che funse da ottimo mezzo di presentazione al cospetto dei dignitari di corte, soprattutto quanti provenivano dall’Aquitania e dalla Provenza, luoghi in cui la raffinata eredità culturale della Tardo-antichità galloromana era ancora percepita. Al seguito del sovrano nel viaggio che questi compì per presentare la moglie ai propri sudditi, ebbe modo di visitare i principali centri della Neustria, stringendo di volta in volta rapporti con i notabili locali.
Nel 567 Venanzio si spostò a Parigi, dove rimase solo sino alla fine dello stesso anno, quando, in seguito alla morte del re Cariberto I, tornò nei territori di Sigiberto: finalmente a Tours e, infine, a Poitiers. Ivi conobbe Radegonda, vedova del re Clotario I, la quale aveva fondato un monastero femminile, retto dalla sua discepola Agnese. Venanzio accettò di partecipare alla vita del centro monastico in qualità di provisor laico. La sua produzione letteraria di questi anni fu intensissima: alcuni tra i carmi più noti furono composti per intercedere presso l’imperatore Giustino II affinché donasse al monastero di Radegonda un frammento della croce di Cristo, altri gli furono commissionati da Gregorio, che occupò la cattedra episcopale di Tours dal 573.
Nel 575 Sigiberto venne assassinato dai sicari del fratello Chilperico I, sotto il potere del quale ricaddero, poco dopo, anche le città di Tours e Poitiers: fu in questi anni che Venanzio venne ordinato sacerdote, probabilmente su impulso di Radegonda che intendeva in questo modo assicurare una maggiore indipendenza al monastero. Lo status quo venne ristabilito nove anni dopo, quando, con la morte di Chilperico, gli antichi possedimenti di Sigiberto tornarono nelle mani di suo figlio Childeberto II. Ad ogni modo Venanzio avrebbe presto abbandonato Poitiers: in seguito alla morte, nel 587, di Radegonda e Agnese il nostro si mise al seguito di Gregorio di Tours, accompagnandolo in diverse missioni diplomatiche. Fu, forse, proprio su impulso di costui che Venanzio venne creato vescovo di Poitiers attorno agli anni ’90.

### Morte, venerazione e culto
Alla sua morte Venanzio Fortunato fu sepolto nella basilica di sant’Ilario a Poitiers e pochi anni dopo fu venerato come santo: la sua memoria liturgica viene celebrata il 14 dicembre in alcune diocesi francesi e nella diocesi italiana di Padova, nel cui territorio appartiene Valdobbiadene. Il celebre scrittore Paolo Diacono, che visitò il sepolcro, su richiesta dell’abate Apro, lo onorò con un epitaffio in distici elegiaci composto intorno al 785:
“Ingenio clarus, sensu celer, ore suavis,

Cuius dulce melos pagina multa canit,

Fortunatus, apex vatum, venerabilis actu,

Ausonia genitus, hac tumulatur humo.

Cuius ab ore sacro sanctorum gesta priorum

Discimus: haec monstrat carpere lucis iter.

Felix, quae tantis decoraris, Gallia gemmis,

Lumine de quarum nos tibi taetra fugit.

Hos modicos prompsi plebeio carmine versus,

Ne tuus in populis, sancte, lateret honor.

Redde vicem miseros: ne iudice spernar ad aequo,

Eximiis meritis posce, beate! precor.”
Un altro epitaffio gli fu dedicato da Alcuino. Le ossa del santo furono poi disperse dai protestanti ugonotti nel 1562.

## Opere

### Miscellanea carmina
La duttilità dei generi letterari nei quali si cimentò, l’eterogeneità e l’eleganza dei suoi scritti costituirono la sua principale caratteristica e contribuirono a fare la sua fortuna, non solo in area mediolatina. L’opera più importante di Venanzio è costituita dalla raccolta dei Carmina, suddivisi in 11 libri, che comprende 242 componimenti, oltre a 10 epistole in prosa e 2 omelie. I carmi, di dimensione variabile e scritti in diversi metri, dai distici elegiaci alle strofe saffiche, vengono raccolti per tematiche, per precise occasioni di composizione oppure per specifici destinatari a cui sono indirizzati, grazie al ruolo di poeta di corte, per lo più a sovrani, ecclesiastici, amici e collaboratori. Testimonianza della sua formazione colta è la padronanza della lingua e della letteratura latina, l’uso di un lessico ricercato ed alto, ricco di figure retoriche e citazioni classiche ricorrenti. Gli argomenti dei carmi, che spaziano tra il sacro e il profano, sono vari, fra i più comuni troviamo il tema dei piaceri offerti dalla vita, della morte e del destino dell’uomo, gli inviti a cena, alcuni ritrovamenti di reliquie, la fugacità del tempo, l’elogio della santa Croce o di Dio. In particolare, due dei temi più indagati da Venanzio sono quelli della descriptio della natura e del ciclo delle stagioni, in cui riconosce l’intervento della mano perfetta del Creatore, e dell’amicizia.
La pubblicazione dei Carmina avvenne in fasi alterne. I libri I-VII, con una dedica prefatoria in apertura rivolta a Gregorio di Tours, sono stati pubblicati tra il 576 e il 577: un terminus post quem è rappresentato dal Carm V, 5, in cui si narra la conversione degli Ebrei di Clermont-Ferrand, datata non prima di quell’anno. I libri VIII-IX nel 590-591, infine i libri X-XI (una silloge rimasta incompiuta al Carm. XI) furono riordinati dopo la morte del poeta, probabilmente sulla base di indicazioni da lui fornite in vita. Nella suddivisione dei libri è evidente un criterio di tipo tematico:
- Il I libro è incentrato su Leonzio II, vescovo di Bordeaux, di cui tre componimenti celebrano le sue sontuose ville (Carm. I, 18-20). Quest’ultimo è solo uno degli esempi del modus operandi di Venanzio all’interno della raccolta: soffermandosi sulla celebrazione dei vescovi, mira a lodare le loro capacità oratorie, occupati nella promozione di opere edilizie, come il restauro e la fondazione di alcune chiese.
- Nel II libro predomina il contenuto sacro e agiografico. Esso si apre con sei poemetti dedicati alla santa Croce e contiene due preghiere rivolte a san Saturnino (Carm II, 7-8), invece gli ultimi testi sono indirizzati ai santi di Agen, sant’Ilario e san Medardo.
- Dal III al VI libro sono raccolti panegirici ed epitaffi dedicati ai sovrani, ai vescovi e ai chierici, tra i quali si può citare come esempio: un poema dedicato a Eufronio, vescovo di Tours (Carm. III, 3), tre testi indirizzati o scritti per Gregorio di Tours (Carm. V, 3-5) e i versi di celebrazione per il matrimonio di Sigeberto e Brunilde (Carm. VI, 1). Il sesto libro si caratterizza per la sua lunghezza, il più famoso ed esteso è il De Gelesvintha (Carm. VI, 5), un poema composto intorno al 570, in cui Venanzio compiange la sorte della giovane moglie visigota di Chilperico, assassinata dal marito per volere dell’amante Fridegunda: il finale dell’opera, seppur nella tragicità dell’evento, trova una consolazione basata sulla concezione cristiana della vita eterna dopo la morte. L’intreccio narrativo è caratterizzato da sette monologhi e dallo scambio di battute tra madre e figlia, sul cui rapporto è focalizzata l’attenzione, che rimbalzano il lettore da un cuore all’altro delle due donne, a toccarne con mano la paura e il dolore.
- Se il VII libro è dedicato a nobili ed amici della sua cerchia, il libro VIII è caratterizzato invece da componimenti nati nell’ambiente del monastero di Santa Croce, alcuni dei quali rivolti ad Agnese e Radegonda: si menziona il De virginitate (Carm. VIII, 3), composto in occasione della consacrazione di Agnese, in cui viene rappresentato il trionfo della vergine.
- Il IX libro contiene poemi indirizzati a Chilperico, Fredegonda e i loro figli (Carm. IX, 1-5), altri due dedicati, ancora una volta, a Gregorio di Tours (Carm. IX, 6-7), uno dei quali scritto in strofe saffiche. Il libro si chiude con la descrizione di diversi miracoli, come quello associato ad una trave finalizzata alla costruzione di una chiesa (Carm. IX, 14).
- I libri X-XI sembrano essere più caratterizzati dalla materia religiosa, infatti contengono due omelie, una sul Pater noster (Carm. X, 1, della quale manca il finale) e un’altra sul Symbolum apostolorum (Carm. XI, 1), entrambe risalenti verosimilmente agli anni dell’episcopato. Inoltre, il libro XI si apre con una digressione in prosa sul Credo, mentre i restanti componimenti sono ancora indirizzati a Radegonda o ad Agnese (Carm. XI, 2-26).

Alla poesia di carattere religioso appartengono i carmi scritti nel 569 per celebrare l’arrivo di una reliquia della Croce nel monastero di Poitiers donata dall’imperatore Giustino II alla regina Radegonda, ossia il Pange, lingua (Carm. II, 2) e il Vexilla regis prodeunt (Carm. II, 6). Nell’ambito dell’innologia, si ricorda anche il Salve festa dies, un canto che esprime la gioia della Resurrezione, intonato durante la messa pasquale.

### Appendix carminum
Accanto alla raccolta degli undici libri si ha la cosiddetta Appendix carminum, un insieme di trentuno carmi che ha tradizione indipendente. In questo gruppo spiccano tre componimenti, più impegnati nel tono e nella scrittura, espressione della violenza del mondo barbarico, alcuni scritti in nome di Radegonda ed altri riguardanti la corte di Costantinopoli, tra cui troviamo il De excidio Thuringiae, ossia un poemetto a tema politico in cui è descritta la distruzione della Turingia da parte dei Goti: costituita da 172 versi, l’opera si apre con la descrizione della Turingia, in un clima di desolazione e di morte per la presenza dei corpi uccisi sul campo di battaglia, a cui segue la voce dell’io narrante, che coincide con la regina Radegonda, la  quale compiange i morti e le rovine della sua patria, con l’invocazione finale rivolta al cugino Amalafredo, che militava nell’esercito imperiale, di cui desidera ricevere una risposta, e la preghiera indirizzata agli imperatori d’Oriente per ottenere la salvezza della terra. Troviamo altresì un poemetto rivolto all’imperatore d’Oriente Giustino II e la consorte Sofia (App. 2), altri indirizzati a Childeberto II (App. 5) e a Brunilde (App. 6), a chiudere la raccolta (App. 10–31), invece, ancora una volta componimenti per Radegonda e Agnese.

#### Tradizione manoscritta
Le informazioni di seguito fanno riferimento alla scheda Te.Tra II presente in Mirabile, si segnala che si tratta di una presentazione generale. L’ampia tradizione manoscritta è descritta nella prefazione di F. Leo alla sua edizione, oltre che dagli studi di W. Meyer e K. Strecker. Fra i diversi testimoni presi in considerazione, definiti dallo stesso Leo “multos et vetustos”, il ms. Parigi, Bibliothèque Nationale, lat. 13048 occupa una posizione particolare: tramanda Carm. VIII, 3, 93-178 (sigla ΣI), ma anche un florilegio (sigla ΣII) in cui compaiono poesie incluse nella raccolta in undici libri - ma in ordine diverso - e altri componimenti di cui è testimone unico. Tutti i carmi tranne quelli contenuti nel florilegio derivano da un archetipo dell’VIII sec., mutilo per omissioni e corruttele. L'esistenza di un archetipo è dimostrata da lacune e corruttele comuni a tutti i codici, che, come osserva, sono state fedelmente riprodotte dai copisti. Inoltre, aggiunge che il tipo di lingua e la tipologie di lezioni che troviamo all'interno dei testimoni non risultano essere così lontani dall'età dello scrittore (VI sec). Leo costruisce uno stemma bipartito, un ramo del quale è più vicino all’originale, mentre l'altro risulta composto da tre famiglie di codici interpolati e caratterizzati da congetture.
La maggior parte dei manoscritti appartiene all’area francese, fra Parigi, Corbie, Bourges, Tours e Reims, tra cui un gruppo di testimoni oggi conservati presso la Biblioteca nazionale di Francia di Parigi, scritti tra l’VIII e il X sec. (tra cui: il BNF, Lat. 4629, BNF, Lat. 4887, BNF, Lat. 8090, BNF, Lat. 8311, BNF 8312). Invece, sempre scritti a Reims nel IX sec e a Corbie nell’XI sec appartengono, corrispettivamente, due manoscritti oggi custoditi presso la Biblioteca Apostolica Vaticana (BAV, Pal. Lat. 973 e BAV, Pal. Lat. 329), presso la quale è custodito un altro codice dell’XI sec., in questo caso, di origine tedesca (BAV, Pal. Lat. 721). All’area italiana appartengono anche un codice del IX-X sec. presente a Montecassino (Archivio dell'Abbazia, Biblioteca Statale del Monumento Nazionale, 374) e un altro oggi conservato a Milano, che è databile all’inizio del IX sec. (Biblioteca Ambrosiana C 74 sup). All’area, invece, anglosassone appartengono due codici del X ed uno del XIII sec. (in ordine cronologico, corrispettivamente, Cambridge Gonville and Caius College 144/194; London British Library, Add. 24193; York Minster Library XVI.Q.14). Si annota infine un cospicuo gruppo di manoscritti più recenti, risalenti al XV sec, alcuni dei quali conservati tra Firenze (Biblioteca Medicea Laurenziana, Plut. 21.2 e Plut. 34.34; Biblioteca Riccardiana 454) e Monaco di Baviera (München Bayerische Staatsbibliothek, Cgm 5249/66 e il München Bayerische Staatsbibliothek, Clm 756, quest’ultimo degno di nota perché posseduto da Pier Vettori).

#### Edizioni
- J. Pla i Agulló, Venanci Fortunat. Poesies I Llibres I i II, Barcelona 1992 (Fundació Bernat Metge. Escriptors llatins).
- Venance Fortunat, Poèmes I Livres I-IV; II Livres V-VIII, texte établi et traduit par M. Reydellet, Paris 1994-1998 (Collection des universités de France).
- Venanti Honori Clementiani Fortunati presbyteri Italici opera poetica, recensuit F. Leo, Berolini 1881 (MGH AA IV/1), pp. 1–292.
- Venanti Honori Clementiani Fortunati Carminum epistularum expositionum libri undecim. Appendix carminum. Vita s. Martini, in MGH, Auctores antiquissimi, IV, 1, a cura di F. Leo, Berolini 1881, pp. 1–380.
- Venanzio Fortunato, Opere, a cura di S. Di Brazzano, Roma, Città nuova, 2001.
- Patrologia Latina 88, coll. 59-632D, 1850.

#### Studi
- F. Stella, Venanzio Fortunato nella poesia mediolatina, in Venanzio Fortunato e il suo tempo. Convegno internazionale di studio Valdobbiadene-Treviso 29 novembre - 1º dicembre 2001, Treviso, 2003.
- A. Placanica, La tradizione dei "Carmina" di Venanzio Fortunato, «Filologia mediolatina» 9 (2002) pp. 26–32.
- M. Lapidge, Knowledge of the Poems of Venantius Fortunatus in Early Anglo-Saxon England, in id., Anglo-Latin Literature 600-899, London 1996, pp. 399–407.
- J.W. George, Venantius Fortunatus: Personal and Political Poems, Liverpool 1995 (Translated Texts for Historians, 23).
- M. Reydellet, Tradition et nouveauté dans les "Carmina" de Fortunat, in Venanzio Fortunato tra Italia e Francia. Atti del Convegno internazionale di studi. Valdobbiadene 17 maggio 1990 - Treviso 18-19 maggio 1990, Treviso 1993, pp. 82–86.
- J.W. George, Venantius Fortunatus. A Latin Poet in Merovingian Gaul, Oxford 1992, pp. 208–211.
- R.W. Hunt, Manuscript Evidence for Knowledge of the Poems of Venantius Fortunatus in Later Anglo-Saxon England, «Anglo-Saxon England», 8 (1979), pp. 279–295
- K. Strecker, Die metrischen Viten des Hl. Ursmarus und des Hl. Landelinus, «Neues Archiv», 50 (1933-1935), pp. 149–155;
- D. Tardi, Fortunat. Étude sur un dernier représentant de la poésie latine dans la Gaule mérovingienne, Paris 1927, pp. 92–94;
- R. Koebner, Venantius Fortunatus. Seine Persönlichkeit und seine Stellung in der geistigen Kultur des Merowinger-Reiches, Leipzig-Berlin 1915, pp. 125–128;
- W. Meyer, Über Handschriften der Gedichte Fortunatus, «Nachrichten von der königlichen Gesellschaft der Wissenschaften zu Göttingen», Phil.-hist. Klasse, 1908, pp. 82–114;
- W. Meyer, Der Gelegenheitsdichter Venantius Fortunatus, Berlin 1901 (Abhandlungen der königlichen Gesellschaft der Wissenschaften zu Göttingen, Phil.-hist. Klasse, N. F., IV, 5), pp. 24–30.
- B. Guérard, Notice d''un manuscrit latin de la Bibliothèque du Roi, Coté S. Germ. lat. 844 (olim 665), in Notices et extraits des manuscrits de la Bibliothèque du Roi, XII/2, Paris 1831, pp. 75–111 (testo alle pp. 99–111).

### Agiografia: tra autenticità e attribuzioni incerte
Una parte considerevole della produzione di Venanzio Fortunato consiste in opere di carattere agiografico, perlopiù in prosa, fatta eccezione per la versificata Vita sancti Martini (cfr. infra). Delle rimanenti sono unanimemente considerate autentiche:
- Vita et virtutes sancti Hilarii, sul vescovo Ilario di Poitiers
- Vita sancti Albini, sul vescovo Albino di Angers
- Vita sancti Germani, sul vescovo Germano di Parigi
- Vita sancti Marcelli, sul vescovo Marcello di Parigi
- Vita sancti Paterni, sul vescovo Paterno di Avranches
- Vita sancti Severini, sul vescovo Severino di Bordeaux
- Vita sanctae Radegundis reginae (cfr. infra)

In verità, come nota Stefano Di Brazzano, i criteri stilistici impiegati dagli studiosi alla fine del XIX secolo per giudicare spurie altre biografie di santi non paiono più decisivi. Si è sostenuto, infatti, che la maggiore essenzialità della narrazione, il frequente ricorso a topoi tradizionali, la pallida caratterizzazione dei protagonisti costituiscano elementi probanti per l’inautenticità di opere come:
- Vita sancti Amantii
- Vita sancti Loebini
- Vita sacti Remigii
- Vita sancti Medardi

Tuttavia è necessario considerare che tali opere furono commissionate da vescovi o abati con l’esplicito intento di celebrare la memoria dei propri predecessori e destinarne la fruizione a un pubblico popolare, incolto. A riprova dell’intenzionale propensione alla semplicità starebbe l’evidente contrasto delle sezioni narrative con i rispettivi prologhi, assai più raffinati. In virtù di tale ragionamento l’invito è, dunque, ad adottare una certa cautela nel terreno, sempre limaccioso, delle attribuzioni.

#### Tradizione manoscritta delle opere autentiche
Si prepone alla trattazione vera e propria dell’argomento un caveat: dal momento che le informazioni di seguito riportate sono tratte da Mirabile e BHL Archiviato il 12 dicembre 1998 in Internet Archive., quella che si fornisce non vuole essere una schedatura completa dei manoscritti. In ogni caso, nonostante la sua inevitabile parzialità, conseguenza di una selezione operata in partenza delle banche dati utilizzate, il quadro tracciato sarà in grado di offrire un interessante saggio della pur più ampia realtà dei fatti.
Tra le opere agiografiche considerate autentiche, quella che, in base ai dati forniti dalla trasmissione manoscritta, appare aver goduto di più ampia fortuna è la Vita sancti Hilarii. Essa è testimoniata da un numero considerevole di manoscritti (ben 136 sono solo quelli schedati nell’archivio online della BHL, comunque non esaustivo), datati tra l’VIII e il XVII secolo e provenienti dai fondi più disparati, soprattutto francesi e italiani, ma anche belgi, tedeschi e austriaci. Significativa anche la diffusione della Vita sancti Germani, le cui testimonianze manoscritte – che numericamente raggiungono, in ogni caso, appena la terza parte di quelle rintracciate per la Vita sancti Hilarii – si datano tra il IX e il XV secolo. Di più circoscritta diffusione sembra, invece, abbiano goduto le biografie dedicate agli altri santi menzionati.
Quel che si rileva da un raffronto tra i manoscritti che testimoniano le singole opere è che, nella grande maggioranza dei casi, ciascuno di essi ospita una sola agiografia venanziana, spesso affiancandola a vitae o passiones di differente provenienza.

#### Edizioni delle opere autentiche
- Patrologia Latina 72, coll. 72-78C, 1849 e Patrologia Latina 88, coll. 453-478D, 1850 (Vita sancti Germani).
- Patrologia Latina 88, coll. 439-454B, 1850 (Vita sancti Hilarii).
- B. Krusch - W. Levison, Venantius Fortunatus, Vita Severini ep. Burdigalensis in Passiones vitaeque sanctorum aevi Merovingici (V), in MGH, SS rer. Merov. 7, 1920, pp. 219–224.
- B. Krusch, Venanti Honori Clementiani Fortunati presbyteri Italici Opera pedestria, in MGH, Auct. ant. 4,2, 1885.

### Vita sanctae Radegundis reginae
È a una santa, a una regina, ma soprattutto a una donna della quale Venanzio aveva avuto modo di conoscere profondamente lo spirito e la devozione religiosa che quest’opera è dedicata. Radegonda, figlia dell’ultimo re di Turingia sconfitto dai Franchi, era andata in sposa proprio al loro re Clotario: a corte aveva ricevuto una raffinata formazione e, tuttavia, aveva dovuto assistere, nel contesto di dure lotte dinastiche, all’uccisione del fratello da parte di suo marito. In seguito a tale evento, la regina aveva deciso, non senza qualche forzatura delle norme del diritto canonico, di entrare in convento, fondando successivamente due monasteri, uno a Tours e l’altro a Poitiers. Per la verità, proprio dal chiostro di Poitiers, soprattutto dopo la morte di Clotario, Radegonda aveva continuato a giocare un ruolo determinante nelle dinamiche politiche del regno franco. Tale aspetto, nondimeno, è quasi del tutto taciuto nella biografia venanziana, che si concentra, invece, sulle virtù ascetiche peraltro praticate dalla regina già prima di entrare in monastero. La sua vita si svolge all’insegna della privazione, del dono del proprio affetto e dei personali averi agli ultimi, in un susseguirsi di episodi, anche miracolosi, che a ben guardare ricordano da vicino l’azione di san Martino.

#### Tradizione manoscritta
L’opera è trasmessa dai seguenti manoscritti, datati tra l’VIII e il XVI secolo (dati ricavati da Mirabile e BHL, si ribadisce dunque l’avvertimento riguardo alla parzialità della schedatura):
- Arras, BP, 600 (512), ff. 104r-107v, 1201-1300
- Berlin, SBPK, Theol. Lat. fol. 706, ff. 170v-172v, 1450-1480
- Bruxelles, KBR, 9810-9814 (3229), ff. 163r-168v, 1101-1300
- Charleville, BP, 214, ff. 56v-61v, 1175-1300
- Douai, BP, 837, f. 108r, 1101-1200
- Douai, BP, 853, ff. 75v-87v 1101-1200
- Douai, BP, 858, ff. 188v-196v, 1401-1500
- Graz, Universitätsbibliothek, 253 (33/81 Folio), ff. 119r-128r
- Heiligenkreuz, SB, 13, ff. <813> 96-97v, 1176-1200
- Lilienfeld, SB, 60, ff. <813>144-146r, 1201-1300
- Melk, SB, M. 6, ff. <813> 226r-229v, 1451-1500
- Montpellier, FM, 1 t. 4, ff. 124r-133r, 1151-1200
- Montpellier, FM, 30, ff. 25v-35r, 1101-1200
- Namur, BV, 12, 193v-197v, 1101-1200
- Paris, BNF, lat. 5275, ff. 14v-20v, 901-1000
- Paris, BNF, lat. 5296, ff. 184r-187v, 1201-1300
- Paris, BNF, lat. 5323, ff. 185r-191r, 1201-1300
- Paris, BNF, lat. 5343, ff. 47r-60v, 1001-1100
- Paris, BNF, lat. 5351, ff. 6r-19v, 1076-1200
- Paris, BNF, lat. 5360, ff. 92r-110r, 1301-1400
- Paris, BNF, lat. 9742, ff. 126-134, 1201-1300
- Paris, BNF, lat. 11748, ff. 119r-124r 901-1000
- Paris, BNF, lat. 11758, ff. 107v-116r, 1201-1300
- Paris, BNF, lat. 13761, ff. 65r-73v, 901-1000
- Paris, BNF, lat. 16734, ff. 108v-115v, 1101-1200
- Paris, BNF, lat. 17005, ff. 107r-115r, 1101-1200
- Paris, BNF, N. A. lat. 2261, ff. 60v-68r, 1101-1200
- Poitiers, Médiathèque «François Mitterrand» (olim Bibliothèque Municipale), 250 (136), ff. 21v-43r, 1075-1100
- Poitiers, Médiathèque «François Mitterrand» (olim Bibliothèque Municipale), 252 (8), ff. 32r-57v, 1201-1300
- Poitiers Médiathèque, «François Mitterrand» (olim Bibliothèque Municipale), 253 (8 bis), ff. 26v- 40v, 1401-1500.
- Rouen, BP, U 3, ff. 90-90v 1001-1100
- Rouen, BP, U 36, ff. 121-124v, 1001-1100
- Sankt Gallen Stiftsbibliothek 561, pp. 177–184
- Torino, BN, D. V. 3, ff. 208r-220r, 751-850

#### Edizioni
- B. Mombritius, Sanctuarium II, Mediolani, s.a. [ante 1480], 237-240; 2ª ed. II, Parisiis, 1910 (et iterum, Hildesheim - New York, 1978), 433-439; cf. 723-724.
- L. d'Achery et J. Mabillon, Acta sanctorum Ordinis S. Benedicti, I, Paris, 1668-1701, 319-326; 2ª ed., Venetiis, 1733-1740, 302-308.
- Acta Sanctorum Aug. III, 67-74.
- Patrologia Latina 88, coll. 497-512C.
- B. Krusch, Venantius Fortunatus, De vita Sanctae Radegundis libri duo in Fredegarii et aliorum Chronica. Vitae sanctorum, in MGH, SS rer. Merov. 2, 1888, pp. 364–377.
- B. Krusch, Venanti Honori Clementiani Fortunati presbyteri Italici Opera pedestria in MGH, Auct. ant. 4,2, 1885, pp. 38–49.

#### Traduzioni
Italiano:
Venanzio Fortunato, Vite dei santi Ilario e Radegonda di Poitiers. Traduzione, introduzione e note di G. Palermo (Collana di testi patristici 81), Roma 1989.
Tedesco:
Venantius Fortunatus: Vita sanctae Radegundis. Das Leben der heiligen Radegunde, Reclam, Stuttgart 2008.

### Vita sancti Martini
Si tratta di una delle opere di maggior impegno di Venanzio, composta verosimilmente tra il 573 e il 576. Se il terminus post quem, facente riferimento al contenuto dell'Epistula ad Gregorium, non è condiviso senza remore dalla totalità degli studiosi, il terminus ante quem risulta, per sua natura, inconfutabile: esso è, infatti, ricavabile dal passo in cui l’autore invita il suo scritto a fare visita al vescovo di Parigi Germano, morto nell’aprile del 576.
Il carme, in esametri, è suddiviso in quattro libri, dei quali i primi due sono esemplati sulla prosaica Vita Martini, messa a punto da Sulpicio Severo quando il vescovo era ancora in vita, mentre il terzo e il quarto sui Dialogi composti dal medesimo autore dopo la morte del santo. In realtà Venanzio non fu l’unico né il primo a servirsi di tale fonte per elaborare un’opera originale: attorno al 460 anche Paolino di Périgueux ne aveva realizzato una versione versificata in sei libri, che risulta notevolmente più semplice e comprensibile.
Rispetto al modello, tuttavia, la Vita sancti Martini presenta alcune caratteristiche peculiari: lo sguardo è focalizzato sui miracoli e i prodigi, con una significativa omissione di tutte le sequenze relative alla vita di Martino precedente la conversione e agli aspetti della quotidianità presso il monastero di Marmoutier. Inoltre, se Sulpicio avvertiva, per forza di cose, la necessità di motivare e giustificare le azioni del protagonista, non così fu per Venanzio, all’epoca del quale la santità di Martino era ormai acclarata e inoppugnabile. L’autore indulge, tuttavia, anche in alcune aggiunte, riflettenti soprattutto il proprio ‘personale’ rapporto col santo, responsabile della sua guarigione da una malattia agli occhi e motivo – reale o in parte millantato – del suo trasferimento in Gallia.
Il genere della Vita Martini si colloca a mezza via tra la vera e propria agiografia e la parafrasi epica, che trae origine dalla trasposizione in esametri di sezioni della Bibbia, operazione finalizzata originariamente a concedere una veste formale più raffinata agli episodi testamentari nonché a sostituirli ai tradizionali soggetti mitologici pagani. È così che la figura di Martino assume tratti eroici e le sue gesta si susseguono in una sorta di aristeia contro il male, senza mai, tuttavia, svilupparsi in un racconto organico.
Lo stile risulta complicato, spesso oscuro anche a causa delle complessità sintattiche e delle raffinatezze retoriche portate all’estremo.
Accanto alla diretta ascendenza dal modello sulpiciano, Venanzio ammette apertamente l’influenza di autori quali Giovenco, Sedulio, Orienzio, Prudenzio, Aratore e Alcimo Avito. L’influsso della Vita sancti Martini, dal canto suo, si riverserà su tutto il periodo della Rinascenza carolingia: si pensi, a titolo d’esempio, alle reminiscenze presenti nella concisa Vita Martini di Alcuino.

#### Tradizione manoscritta
L’opera è trasmessa dai seguenti manoscritti, datati tra il IX e il XVI secolo (dati ricavati da Mirabile e BHL, si ribadisce dunque l’avvertimento riguardo alla parzialità della schedatura):
- Bruxelles, KBR, 5354-61 (1352), 901-1000
- Bruxelles, KBR, 1510-1519 (3145), ff. 1r-29v, 1401-1500
- Città del Vaticano, Biblioteca Apostolica Vaticana, Barb. lat. 721, ff. 21r-22v, 951-1050, 1001-1100.
- Città del Vaticano, Biblioteca Apostolica Vaticana, Pal. lat. 845, ff. 143v-193v, 1001-1025
- Città del Vaticano, Biblioteca Apostolica Vaticana, Vat. lat. 3539, ff. 7v-43r, 1101-1200
- Laon, Bibliothèque Municipale «Suzanne Martinet» 469,  ff. 142r-181v, 701-900
- Milano, Biblioteca Ambrosiana C 74 sup., ff. 142r-181v, ante 827
- München, Bayerische Staatsbibliothek, Clm 756,  ff. 209v-211r, excerpta, 1493-1500
- Oxford, Bodleian Library, Auct. T.2.25 (S.C. 20620), 1001-1050
- Paris, Bibliothèque Nationale de France, lat. 2204, ff. 209- incompleto, 801-850
- Paris, Bibliothèque Nationale de France, lat. 8090, 825-850
- Paris, Bibliothèque Nationale de France, lat. 8311, 901-1000
- Sankt Gallen, Stiftsbibliothek 573, pp. 173–276, 801-1000
- Sankt-Peterburg, Rossijskaja Nacional'naja Biblioteka (olim Gosudarstvennaja ordena Trudovogo Krasnogo Znameni Publicnaja Biblioteka im. M.E. Saltykova Scedrina), lat. F.v.XIV.1, 701-900
- Torino, Biblioteca Nazionale, D. II. 10, ff. 111v-114v, 901-1000
- Verona, Biblioteca Capitolare CLXXI <sup>A</sup>, f. 3 r-v, frammento, 901-1000

#### Edizioni
- Hier. Clichtoveus, Sulpicii Severi de vita divi Martini (Paris. 1511), f. 40v-70v (deest initium epistulae).
- A. Lipomanus, Sanctorum priscorum patrum Vitae, Venetiis, 1551-1560, III (1554), f. 108v-137 (item).
- I. S. Solanius, Venantii … Fortunati … carminum libri octo (Venetiis, 1578), 229-320 (deest epistula)
- M. de la Bigne, Sacra Bibliotheca sanctorum Patrum seu scriptorum ecclesiasticorum probabilium, VIII (Parisiis, 1589), 779-826.
- Chr. Browerus, Venantii … Fortunati … carminum … libri XI (Moguntiae, 1603), 277-342; 2ª ed. (Moguntiae, 1617), 275-336.
- Magna Bibliotheca veterum patrum et antiquorum scriptorum ecclesiasticorum, VI, 2 (Coloniae, 1618), 385-40.1
- Magna Bibliotheca veterum patrum et antiquorum scriptorum ecclesiasticorum, VIII (Parisiis, 1624, iterum 1644, et iterum 1654), 752-772.
- Maxima Bibliotheca veterum patrum et antiquorum scriptorum ecclesiasticorum, X (Lugduni, 1677), 597-613.
- Amatus, Collectio Pisauricensis VI (Pisauri, 1766), 174-192.
- M. A. Luchi, Fortunati opera, I. 386-473.
- Patrologia Latina 88, coll. 363-426.
- Fortunati opera, ed. Fr. Leo, in MGH. Auct. ant. IV, 1. 293-370.

#### Traduzioni
Italiano:
- Venanzio Fortunato, Vita di san Martino di Tours. Traduzione, introduzione e note di G. Palermo (Collana di testi patristici, 52), Roma 1995.
- Venanzio Fortunato, La vita di s. Martino di Tours. Introduzione, traduzione, note e appendice a cura di S. Tamburri (Quaderni di Κοινωνία, 10), Napoli 1991.
- Venanzio Fortunato, Vita di san Martino. Cura, introduzione e traduzione di G.D. Mazzoccato, Silea, Piazza Editore, 2005.

Inglese:
N. M. Kay, Venantius Fortunatus: Vita sancti Martini, prologue and books I-II, Cambridge, Cambridge University Press, 2020.
Francese:
S. Quesnel, Venance Fortunat. Œuvres. IV. Vie de saint Martin, Paris, Les Belles Lettres, 1996.
Tedesco:
- W. Fels, Venantius Fortunatus, Gelegentlich Gedichte.  Das lyrische Werk.  Die Vita des hl. Martin. (Bibliothek der mittellateinischen Literatur, 2), Stuttgart, 2006.
- W. Fels, Venantius Fortunatus. Vita Sancti Martini. Das Leben des Heiligen Martin. Lateinisch/Deutsch. (Mittellateinische Bibliothek), Stuttgart, 2020.

### Acrostico
Venanzio Fortunato è uno dei primi poeti mediolatini a riprendere dalla tradizione greca i carmina figurata. È in una lettera prefatoria (Carm. V, 6) indirizzata al vescovo Siagrio di Autun a dichiarare la volontà di cimentarsi in questo tipo di poesia, invitandolo a pagare il riscatto per la liberazione di un prigioniero concittadino o, addirittura, di liberare uno schiavo di sua proprietà. L’acrostico scolpito in pietra si trova oggi presso il Musée Rolin ad Autun. Venanzio dichiara che i versi, per un totale di 33, devono ubbidire a rapporti numerici fissi, per cui ogni esametro sarà altresì composto da 33 lettere, corrispondenti agli anni di Cristo. Questo testo trova delle corrispondenze con altri carmina figurata dedicati alla Croce (Carm. II, 4 e Carm. II, 5), inscritta in un quadrato, sul tema della prigionia-riscatto dell’umanità: come l’uomo verrà liberato dal peccato grazie alla misericordia di Dio, tramite l’Incarnazione e la Passione del Figlio, così Siagro, liberando il prigioniero, facendosi imitatore di Cristo, dovrà attendere da Lui la vera ricompensa.